# Closing Escrow
 Closing Escrow és una pel·lícula estatunidenca dirigida per Armen Kaprelian i Kent G. Llewellyn, estrenada el 2007.

## Argument
Tres famílies que intenten comprar una casa xoquen quan intenten comprar el mateix bé. La guerra de licitacions prova els límits dels seus matrimonis i de la determinació dels seus agents.

## Repartiment
- April Barnett: Tamika
- Rob Brownstein: Allen
- Colleen Crabtree: Mary
- Andrew Friedman: Tom
- Wendi McLendon-Covey: Hillary
- Kirstin Pierce: Kelly
- Ryan Smith: Richard
- Bruce Thomas: Peter
- Patty Wortham: Dawn
- Cedric Yarbrough: Bobby
- Jillian Boyd: Mindy Watt - Agent
- Gabe Estrada: Empresari Restaurant
- Brian Habicht: Ernie
- Samantha Holt: Julie Jacobsen

## Rebuda

### Crítica
Closing Escrow ha obtingut, en total, crítiques que van de moderada a fluixa, ja que l'indret Rotten Tomatoes li atribueix un percentatge d'un 54% en la categoria All Critics, sobre la base de 13 comentaris i una nota mitjança de 5.6 sobre 10 i un percentatge d'un 57% en la categoria Top Critics, sobre la base de 7 comentaris i una nota mitjana de 6.2 sobe 10, mentre que el portal Metacritic li atribueix un resultat de 58 sobre 100, basant-se en 6 comentaris.

### Box-office
Estrenada de manera limitada a sales i amb només una setmana en cartell, Closing Escrow treu el seu primer i únic cap de setmana d'explotació la 84a posició del box-office amb 5.772 dòlars. En una setmana, la pel·lícula ha quedat classificada en el 86è lloc amb recaptacions de 8.719 dòlars